# Glycaspis schwarzi
Glycaspis schwarzi är en insektsart som beskrevs av Moore 1970. Glycaspis schwarzi ingår i släktet Glycaspis och familjen rundbladloppor. Inga underarter finns listade i Catalogue of Life.